# Babylon (roman)
Ne doit pas être confondu avec Babylone (Yasmina Reza).
Pour les articles homonymes, voir Babylon.
Babylon (バビロン, Babiron) est une série de romans japonais écrit par Mado Nozaki et illustrée par Zain publiée du 20 octobre 2015 au 22 novembre 2017 par Kōdansha. Une adaptation en manga illustrée par Nobuhide Takishita a été publiée du 25 février 2019 au 7 octobre 2019. La série a eu aussi le droit à une adaptation en série d'animation réalisée par le studio Revoroot diffusée du 6 octobre 2019 au 27 janvier 2020.

## Synopsis
Zen Seizaki est un procureur dans le nouveau district de Shiniki à l'ouest de Tokyo, qui est un terrain d'essai pour une nouvelle nation. Il enquête sur une société pharmaceutique faisant la promotion d'un médicament défectueux à la suite de rapports faisant état de résultats de tests falsifiés par des laboratoires universitaires. Au cours de l'enquête, Shin Inaba, un anesthésiste est retrouvé mort et un document taché de sang est découvert, qui comprend des cheveux et de la peau, recouverts de la lettre "F" écrit au stylo. L'enquête de Seizaki le mène sur un complot impliquant les élections municipales et la manipulation de la population de Shiniki pour adopter une nouvelle législation légalisant le suicide. Seizaki découvre qu'une femme sinistre appelée Ai Magase semble être derrière la campagne pour légaliser le suicide et cause la mort de tous ceux qui s'opposent à elle.

## Personnages
Zen Seizaki (正崎善, Seizaki Zen)
Voix japonaise : Yūichi Nakamura
Procureur au bureau du district de Tokyo, il mène une enquête au départ sur un médicament qui ne respectent pas les normes de sanitaire ce qui va l'amener à enquêter sur les élections à la mairie de Shiniki et sur d'éventuelles manigances politique . Lorsque l'enquête s'étend à l'étranger, Zen Seizaki rejoint le FBI.
Ai Magase (曲世愛, Magase Ai)
Voix japonaise : Satsuki Yukino
Antagoniste principal de la série. Elle est maître du déguisement et ainsi peut se faire passer pour une autre femme sans que personne puisse la reconnaître. Elle possède le pouvoir de faire obéir les personnes rien qu'en leur parlant et ainsi les inciter à se suicider ou à faire d'autre action pour son compte.
Shinobu Kujiin (九字院偲, Kujiin Shinobu)
Voix japonaise : Takahiro Sakurai
Inspecteur adjoint de police.
Atsuhiko Fumio (文緒厚彦, Fumio Atsuhiko)
Voix japonaise : Kenshō Ono (en)
Jeune officier du parquet du district de Tokyo qui se suicide de façon inattendue.
Hiasa Sekuro (瀬黒陽麻, Sekuro Hiasa)
Voix japonaise : M.A.O
Elle est officier adjoint affectée à l'équipe de Seizaki peu après la mort de Fumio et elle est également la nièce du vice-ministre de la Justice de Kasumigaseki, Yoshifumi Sekuro. Elle est kidnappée par Ai Magase, qui va la démembrer avec une hache puis l'achever en la décapitant tout en filmant cet acte qu'elle envoie à Seizaki, qui assiste horrifié et impuissant au meurtre brutal de sa subordonnée.
Yasutaka Morinaga (守永泰孝, Morinaga Yasutaka)
Voix japonaise : Kenyu Horiuchi
Chef du parquet du district de Tokyo.
Ariyoshi Hanta (半田有吉, Hanta Ariyoshi)
Voix japonaise : Kazuyuki Okitsu
Il est journaliste et un ami proche de Zen Seizaki depuis la fac.
Ryūichirō Nomaru (野丸龍一郎, Nomaru Ryūichirō)
Voix japonaise : Katsuhisa Hōki (en)
Il est l'ancien secrétaire général du Parti libéral pour la justice et il est candidat pour le poste de maire de Shiniki.
Kaika Itsuki (齋開化, Itsuki Kaika)
Voix japonaise : Ryōtarō Okiayu (en)
Il est un homme de 30 ans, candidat à la mairie qui veut faire passé une loi pour légaliser le suicide.
Hitomi Seizaki (正崎人美, Seizaki Hitomi)
Voix japonaise : Mai Nakahara
Asuma Seizaki (正崎アスマ, Seizaki Asuma)
Voix japonaise : Natsumi Fujiwara (en)

## Roman
Mado Nozaki a publié le premier roman de la série avec des illustrations de Zain en 2015. La série possède au total trois volumes édités par Kōdansha et qui ont été publiés du 20 octobre 2015 au 22 novembre 2017,. 

### Liste des volumes
| no | Japonais         | Japonais          |
| no | Date de sortie   | ISBN              |
| -- | ---------------- | ----------------- |
| 1  | 20 octobre 2015  | 978-4-06-294002-3 |
| 2  | 20 juillet 2016  | 978-4-06-294031-3 |
| 3  | 22 novembre 2017 | 978-4-06-294072-6 |

## Manga
Une adaptation en manga illustrée par Nobuhide Takishita a commencé le 25 février 2019 sur le site web Comic Days de Kōdansha et s'est terminée le 7 octobre 2019[réf. nécessaire]. Le manga possède au total deux volumes, tous deux publiés le 9 octobre 2019.

## Anime
En mars 2018, une adaptation en une série d'animation a été annoncée. La série est animée par le studio Revoroot et produite par Kōji Yamamoto chez Twin Engine,. La série est réalisée par Kiyotaka Suzuki. Keisuke Goto s'occupe du design des personnages et Yutaka Yamada compose la musique de la série.
La série répartie en trois parties, a été diffusée du 6 octobre 2019 au 27 janvier 2020 sur Tokyo MX, BS11 et AT-X,. La série est aussi diffusée en ligne sur Amazon Video,. La troisième partie de la série avait été retardée et avait repris le 30 décembre 2019.
La première partie de la série possède comme opening Live and let die interprété par Q-MHz avec uloco. La seconde partie de la série possède comme opening Inochi food soul interprété par Q-MHz avec Mikako Komatsu. La troisième partie de la série possède comme opening The next new world that no one knows interprété par Q-MHz avec Namirin.
En mars 2021, Kazé annonce la distribution de la série en format Bluray et DVD.

### Liste des épisodes
| No | Titre français    | Titre japonais | Titre japonais | Date de 1re diffusion |
| No | Titre français    | Kanji          | Rōmaji         | Date de 1re diffusion |
| -- | ----------------- | -------------- | -------------- | --------------------- |
| 1  | Suspicion         | 疑惑           | Giwaku         | 6 octobre 2019        |
| 2  | Cible             | 標的           | Hyōteki        | 6 octobre 2019        |
| 3  | Révolution        | 革命           | Kakumei        | 6 octobre 2019        |
| 4  | Poursuite         | 追跡           | Tsuiseki       | 28 octobre 2019       |
| 5  | Confession        | 告白           | Kokuhaku       | 4 novembre 2019       |
| 6  | Stratégie         | 作戦           | Sakusen        | 11 novembre 2019      |
| 7  | Le plus grand mal | 最悪           | Saiaku         | 18 novembre 2019      |
| 8  | Espoir            | 希望           | Kibō           | 30 décembre 2019      |
| 9  | Chaîne            | 連鎖           | Rensa          | 6 janvier 2020        |
| 10 | Décision          | 決意           | Ketsui         | 13 janvier 2020       |
| 11 | Le rideau se lève | 開幕           | Kaimaku        | 20 janvier 2020       |
| 12 | La Fin            | 終             | Owari          | 27 janvier 2020       |

### Annotations
1. ↑  Les titres français de l'adaptation en anime proviennent d'Amazon Video.

### Œuvres
Édition japonaise
Babylon Roman
1. 1 2  (ja) « バビロン　１　―女― », sur Kōdansha (consulté le 17 octobre 2020)
2. 1 2  (ja) « バビロン　２　―死― », sur Kōdansha (consulté le 17 octobre 2020)
3. 1 2  (ja) « バビロン　３　―終― », sur Kōdansha (consulté le 17 octobre 2020)